# Liste der Fahnenträger der Olympischen Sommerspiele 1924
Die Liste der Fahnenträger der Olympischen Sommerspiele 1924 führt die Fahnenträger bei der Eröffnungsfeier auf.
Beim Einmarsch der Nationen zogen Athleten aller teilnehmenden Länder in das Stade Olympique Yves-du-Manoir ein. Bei der Eröffnungsfeier wurden die einzelnen Teams von einem Fahnenträger aus den Reihen ihrer Sportler oder Offiziellen angeführt, der entweder von ihrem jeweiligen Nationalen Olympischen Komitee (NOK) oder von den Athleten selbst bestimmt wurde.

## Reihenfolge
Die Länder betraten das Stadion in alphabetischer Reihenfolge in der Sprache der Gastgebernation, in diesem Fall also Französisch. Anders als bei allen anderen Olympischen Spielen liefen sowohl die griechische Mannschaft, der sonst traditionell der Platz an vorderster Stelle gewährt wird und Frankreich als Gastgebernation, die normal als letzte einmarschiert, in alphabetischer Reihenfolge ein.

## Liste der Fahnenträger
Nachfolgend führt eine Liste die Fahnenträger der Eröffnungsfeier aller teilnehmenden Nationen auf, sortiert nach der Abfolge ihres Einmarsches. Die Liste ist zudem sortierbar nach ihrem Staatsnamen, nach Mannschaftskürzel, nach Anzahl der Athleten, nach dem Nachnamen des Fahnenträgers und dessen Sportart.

### Nach Nationen
| Abfolge | Nationalmannschaft    | Französischer Name | Kürzel | Athleten | Fahnenträger        | Sportart         |
| ------- | --------------------- | ------------------ | ------ | -------- | ------------------- | ---------------- |
| 1       | Südafrikanische Union | Afrique du Sud     | ZAF    | 30       |                     |                  |
| 2       | Argentinien           | Argentine          | ARG    | 77       | Enrique Thompson    | Leichtathletik   |
| 3       | Australien            | Australie          | AUS    | 36       | Edwin Carr Sr.      | Leichtathletik   |
| 4       | Österreich            | Autriche           | AUT    | 49       |                     |                  |
| 5       | Belgien               | Belgique           | BEL    | 172      |                     |                  |
| 6       | Brasilien             | Brésil             | BRA    | 12       | Alfredo Gomes       | Leichtathletik   |
| 7       | Bulgarien             | Bulgarie           | BUL    | 24       | Kiril Petrunow      | Leichtathletik   |
| 8       | Kanada                | Canada             | CAN    | 65       | Hector Phillips     | Leichtathletik   |
| 9       | Chile                 | Chili              | CHI    | 11       | Manuel Plaza        | Leichtathletik   |
| 10      | Republik China        | Chine              | CHN    | ??       |                     |                  |
| 11      | Kuba                  | Cuba               | CUB    | 9        | Ramón Fonst         | Fechten          |
| 12      | Dänemark              | Danemark           | DEN    | 89       | Peter Ryefelt       | Fechten          |
| 13      | Ägypten               | Egypte             | EGY    | 33       |                     |                  |
| 14      | Ecuador               | Équateur           | ECU    | 3        | Alberto Jurado      | Leichtathletik   |
| 15      | Spanien               | Espagne            | ESP    | 95       | Félix Mendizábal    | Leichtathletik   |
| 16      | Estland               | Esthonie           | EST    | 37       | Jüri Lossmann       | Leichtathletik   |
| 17      | Vereinigte Staaten    | Etats-Unis         | USA    | 299      | Pat McDonald        | Leichtathletik   |
| 18      | Finnland              | Finlande           | FIN    | 121      | Elmer Niklander     | Leichtathletik   |
| 19      | Frankreich            | France             | FRA    | 401      | Géo André           | Leichtathletik   |
| 20      | Großbritannien        | Grande-Bretagne    | GBR    | 267      | Arthur Hunt         | Wasserball       |
| 21      | Griechenland          | Grèce              | GRE    | 26       | Christos Vrettos    | Leichtathletik   |
| 22      | Haiti                 | Haiti              | HAI    | 8        |                     |                  |
| 23      | Niederlande           | Hollande           | HOL    | 177      | Arie de Jong        | Fechten          |
| 24      | Ungarn                | Hongrie            | HUN    | 89       | Sándor Toldi        | Leichtathletik   |
| 25      | Britisch-Indien       | Indes              | IND    | 13       |                     |                  |
| 26      | Irland                | Irlande            | IRL    | 48       | John O’Grady        | Leichtathletik   |
| 27      | Italien               | Italie             | ITA    | 200      | Ugo Frigerio        | Leichtathletik   |
| 28      | Japan                 | Japon              | JPN    | 19       |                     |                  |
| 29      | Lettland              | Lettonie           | LAT    | 36       | Arvīds Ķibilds      | Leichtathletik   |
| 30      | Litauen               | Lithuanie          | LTU    | 13       |                     |                  |
| 31      | Luxemburg             | Luxembourg         | LUX    | 22       | Paul Hammer         | Leichtathletik   |
| 32      | Mexiko                | Mexique            | MEX    | 13       | Alfredo B. Cuellar  | Offizieller      |
| 33      | Monaco                | Monaco             | MON    | 7        | Gaston Médécin      | Leichtathletik   |
| 34      | Norwegen              | Norvège            | NOR    | 62       |                     |                  |
| 35      | Neuseeland            | Nouvelle-Zélande   | NZL    | 4        | Arthur Porritt      | Leichtathletik   |
| 36      | Philippinen           | Philippines        | PHI    | 1        | David Nepomuceno    | Leichtathletik   |
| 37      | Polen                 | Pologne            | POL    | 65       | Sławosz Szydłowski  | Leichtathletik   |
| 38      | Portugal              | Portugal           | POR    | 30       | António Martins     | Fechten Schießen |
| 39      | Rumänien              | Roumanie           | ROM    | 51       |                     |                  |
| 40      | Schweden              | Suède              | SWE    | 108      | Einar Råberg        | Offizieller      |
| 41      | Schweiz               | Suisse             | SUI    | 75       |                     |                  |
| 42      | Tschechoslowakei      | Tchécoslovaquie    | TCH    | 133      | František Janda-Suk | Leichtathletik   |
| 43      | Türkei                | Turquie            | TUR    | 22       |                     |                  |
| 44      | Uruguay               | Uruguay            | URU    | 31       |                     |                  |
| 45      | Jugoslawien           | Yougoslavie        | YUG    | 42       | Stanko Perpar       | Leichtathletik   |

### Nach Sportarten
| Sportart       | Nationen | Anzahl |
| -------------- | --- | ------ |
| Leichtathletik | Argentinien – Australien – Brasilien – Bulgarien – Chile – Ecuador – Estland – Finnland – Frankreich – Griechenland – Irland – Italien – Jugoslawien – Kanada – Lettland – Luxemburg – Monaco – Neuseeland – Philippinen – Polen – Spanien – Tschechoslowakei – Ungarn – Vereinigte Staaten | 24     |
| Fechten        | Dänemark – Kuba – Niederlande – Portugal | 4      |
| Schießen       | Portugal | 1      |
| Wasserball     | Großbritannien | 1      |
| Offizieller    | Mexiko – Schweden | 2      |
| Unbekannt      | Ägypten – Belgien – Britisch-Indien – Republik China – Haiti – Japan – Litauen – Norwegen – Österreich – Rumänien – Schweiz – Südafrikanische Union – Türkei – Uruguay | 14     |